# Biffen och Bananen
Biffen och Bananen är en tecknad serie av Rit-Ola (Jan-Erik Garland). Den publicerades ursprungligen i veckotidningen Folket i Bild, sedermera FIB aktuellt, åren 1936–1978.

## Handling
Serien handlar om två vänner, den starke Biffen och den smarte Bananen. Biffen är väldigt storväxt och Bananen väldigt liten. Deras äventyr tilldrar sig ofta i och omkring Stockholm, men de semestrar flitigt i både Afrika och Sydeuropa där de är med om åtskilliga äventyr. Ofta uppträder de i en idrottslig miljö, och de talar tidstypisk Stockholmsslang. En tredje figur, Galento (som fått sitt namn efter boxaren Tony Galento), sällade sig till vännerna efter några år. De delar lägenhet på Surbrunnsgatan.

## Bakgrund
Förebilden till Biffen i serien om "Biffen och Bananen" hette i verkligheten Harry Dahlgren och var barndomskamrat med Bananen alias Rit-Ola själv. Dahlgren var under sin uppväxt i Stockholm ett så kallat barnhemsbarn. Dahlgren, som var konduktör till yrket, blev med tiden en kraftkarl och  tog hela fem SM-titlar i tyngdlyftning, något som också avspeglade sig i seriefiguren. Han ansågs av många bedömare vara något av en rapsod, och var en uppskattad trubadur och underhållare inom Stockholms nöjesliv, bland annat vid firmafester. Tillsammans med Tompa Jahn gick Dahlgren omkring på Stockholms gator i juletid som två underhållande tomtar. Dahlgren, som var baryton, avslutade sina visor och sånger med ett avslutande ackord och: "Kurriburr - Det finns ingen väg tillbaka".

## Publicering i andra medier
Serien om "Biffen och Bananen" har även getts ut i albumform (av Åhlén & Åkerlunds förlag 1945–1971, Bonniers Juniorförlag 1981 samt Bokförlaget DN 1990–1991), och har även publicerats i serietidningarna Tuffa Viktor, 91:an och Åsa-Nisse.

## Filmografi
På 1950-talet gjordes tre spelfilmer, Biffen och Bananen 1951, Blondie, Biffen och Bananen 1952 och Klarar Bananen Biffen? 1957. Biffen spelades av Åke Grönberg och Bananen av Åke Söderblom. Dessa filmer hade dock föga med serierna att göra utan lånade mest namnen.